# Cleora insolita
Cleora insolita är en fjärilsart som beskrevs av Butler 1878. Cleora insolita ingår i släktet Cleora och familjen mätare. Inga underarter finns listade i Catalogue of Life.